# Brian Magee
Brian Magee (* 9. Juni 1975 in Lisburn, Nordirland) ist ein britischer Profiboxer und ehemaliger Weltmeister der WBA im Supermittelgewicht.

## Amateurkarriere
Er wurde 1992 und 1993 Irischer Juniorenmeister im Halbmittelgewicht sowie 1995, 1996, 1997 und 1998 Irischer Meister im Mittelgewicht. Er war Teilnehmer der Junioren-Weltmeisterschaften 1992 in Montreal und der Junioren-Europameisterschaften 1993 in Thessaloniki, wo er gegen Jewgeni Makarenko unterlag.
Bei den Weltmeisterschaften 1995 in Berlin verlor er gegen den amtierenden Europameister Dirk Eigenbrodt. Bei den Europameisterschaften 1996 in Vejle erreichte er das Viertelfinale, musste sich jedoch anschließend Jean-Paul Mendy aus Frankreich geschlagen geben. Im August desselben Jahres startete er zudem bei den 26. Olympischen Sommerspielen von Atlanta, wo er durch Siege gegen Randall Thompson aus Kanada und Bertrand Tietsia aus Kamerun ins Viertelfinale einzog. Den Einzug ins Halbfinale und damit den sicheren Gewinn einer Bronzemedaille verpasste er durch eine Niederlage gegen Mohamed Bahari aus Algerien.
Im September 1997 gewann er mit beeindruckenden Siegen den Muhammad Ali Cup in Louisville. Er besiegte dabei Malik Beyleroğlu (Silbermedaillengewinner der Olympischen Spiele 1996), den amtierenden US-Meister Jorge Hawley und den späteren Profiweltmeister Jeff Lacy.
Im Mai 1998 gewann er die Silbermedaille im Mittelgewicht, bei den Europameisterschaften in Minsk. Er hatte sich dabei gegen Robert Gerrits aus den Niederlanden, den späteren Militärweltmeister Harald Geissler aus Deutschland und den Russen Dmitry Strelchinin durchgesetzt, ehe er erst im Finale Zsolt Erdei aus Ungarn unterlag. Im Juni desselben Jahres konnte er das Viertelfinale beim Weltcup in Peking erreichen, wo er Sayed Ebrahim Moosavi aus dem Iran unterlag.
Im September 1998 nahm er noch bei den 16. Commonwealth Games in Kuala Lumpur teil, wo er eine Bronzemedaille im Mittelgewicht erstritt und anschließend ins Profilager wechselte.

## Profikarriere
Nach elf Siegen gegen Aufbaugegner, davon zehn durch K. o., wurde er im Januar 2001 in Peterborough mit einem Punktesieg gegen Neil Linford (11-2), Interkontinentaler Meister der IBO im Supermittelgewicht und schlug anschließend noch Chris Nembhard (6-1) vorzeitig in der sechsten Runde. Am 10. Dezember 2001 gewann er in London die IBO-Weltmeisterschaft im Supermittelgewicht. Ihm gelang dabei ein K.-o.-Sieg in der ersten Runde gegen Ramón Arturo Britez (32-12).
Nach einem folgenden Aufbausieg gegen Vage Kocharyan konnte er den WM-Gürtel anschließend gegen Mpush Makambi (23-7), Jose Spearman (19-4), Miguel Ángel Jiménez (21-2), Andre Thysse (14-1), Omar Eduardo González (25-4), Hacine Cherifi (34-8) und Jerry Elliott (37-3) verteidigen. In seiner achten Titelverteidigung am 26. Juni 2004 in Belfast, verlor er seinen IBO-Gürtel durch eine Punktniederlage an Robin Reid (36-4), zudem musste er gegen seinen Kontrahenten viermal zu Boden.
Nach einem erneuten Sieg gegen Neil Linford boxte er am 16. Juli 2005 in Nürnberg um die EBU-Europameisterschaft im Supermittelgewicht gegen den Ukrainer Vitali Tsypko (17-0). Magee unterlag dabei jedoch knapp nach Punkten (Split Decision). Nach zwei folgenden Aufbausiegen kämpfte er am 26. Mai 2006 in London um den Britischen und Commonwealth-Meistertitel im Supermittelgewicht gegen Carl Froch. Dabei ging Magee bereits in der ersten Runde zu Boden, während Froch eine Handverletzung erlitt und zudem durch einen Treffer in der vierten Runde eine Cut-Verletzung unter seinem rechten Auge davontrug. In der elften Runde ging Magee durch einen Aufwärtshaken schwer K. o. und erlitt dadurch seine erste, vorzeitige Niederlage.
Anschließend wechselte Magee ins Halbschwergewicht und besiegte Paul David (5-1), Andrew Lowe (16-1) und Danny Thornton (21-12). Am 25. August 2007 versuchte er sich den Britischen Meistertitel dieser Gewichtsklasse gegen Tony Oakey (24-2) zu sichern, erreichte jedoch nur ein Unentschieden, wodurch Oakey Titelträger blieb. Nach drei weiteren Siegen gegen Aufbaugegner im Halbschwergewicht, boxte er am 13. Dezember 2008 um den Britischen Meistertitel im Supermittelgewicht gegen Stevie McGuire (14-0) und gewann durch K. o. in der achten Runde.
Gleich in seinem nächsten Kampf am 30. Januar 2010 im dänischen Aarhus konnte er sich durch einen K.-o.-Sieg in der siebenten Runde gegen Mads Larsen (51-2) den vakanten Europameistertitel der EBU im Supermittelgewicht sichern. Zuvor hatte er den Dänen bereits dreimal am Boden. Im August 2010 verteidigte er den Titel in Dublin vorzeitig in der achten Runde gegen Roman Aramyan (30-8) aus Armenien.
Am 19. März 2011 stieg er als Herausforderer des aktuellen IBF-Weltmeisters Lucian Bute (27-0) in Montreal in den Ring, verlor jedoch durch einen Niederschlag in der zehnten Runde vorzeitig. Doch schon vier Monate später sicherte er sich in Costa Rica durch Punktesieg gegen Jaime Barboza (17-4) die interime WBA-WM im Supermittelgewicht und verteidigte sie im Februar 2012 in Dänemark durch K. o. in der fünften Runde gegen Rudy Markussen (37-2). Am 1. November 2012 wurde er schließlich kampflos zum neuen regulären WBA-Weltmeister ernannt, nachdem Károly Balzsay der Titel aberkannt worden war.
Nur knapp einen Monat später verlor er den WM-Gürtel bereits am 8. Dezember 2012 vorzeitig an Mikkel Kessler (45-2).